# حدود الجزائر
تتربع الجزائر على أكثر من 2148 كلم من السواحل إذ يحدها شمالا البحر الأبيض المتوسط. وللجزائر حدود مع عدة بلدان تونس وليبيا شرقا، مالي والنيجر جنوبا، موريتانيا  في الجنوب الغربي و الغرب المملكة المغربية.

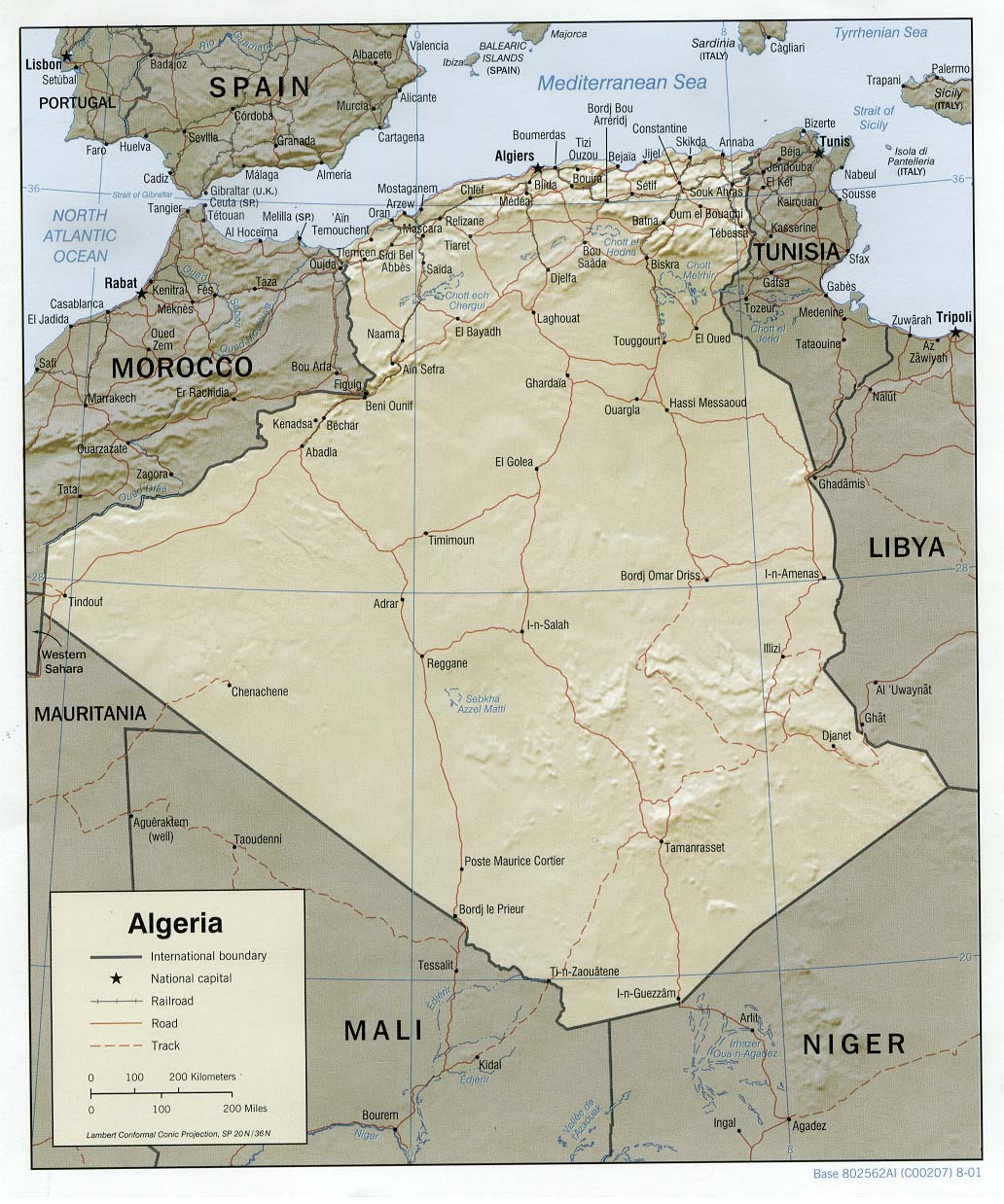
خريطة الجزائر تسليط الضوء على حدودها البرية مع الدول المجاورة.

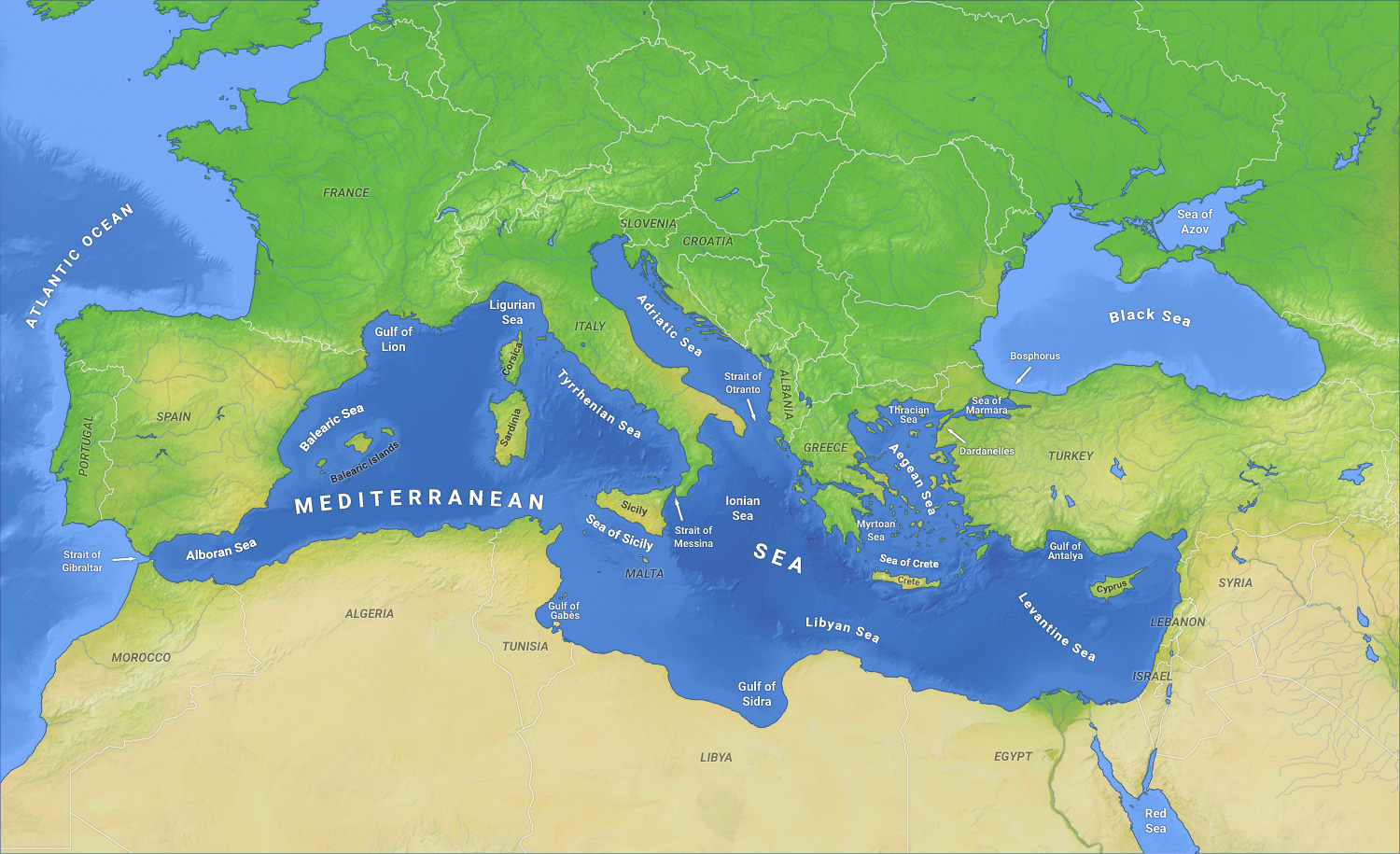
البحر الابيض المتوسط

## الحدود

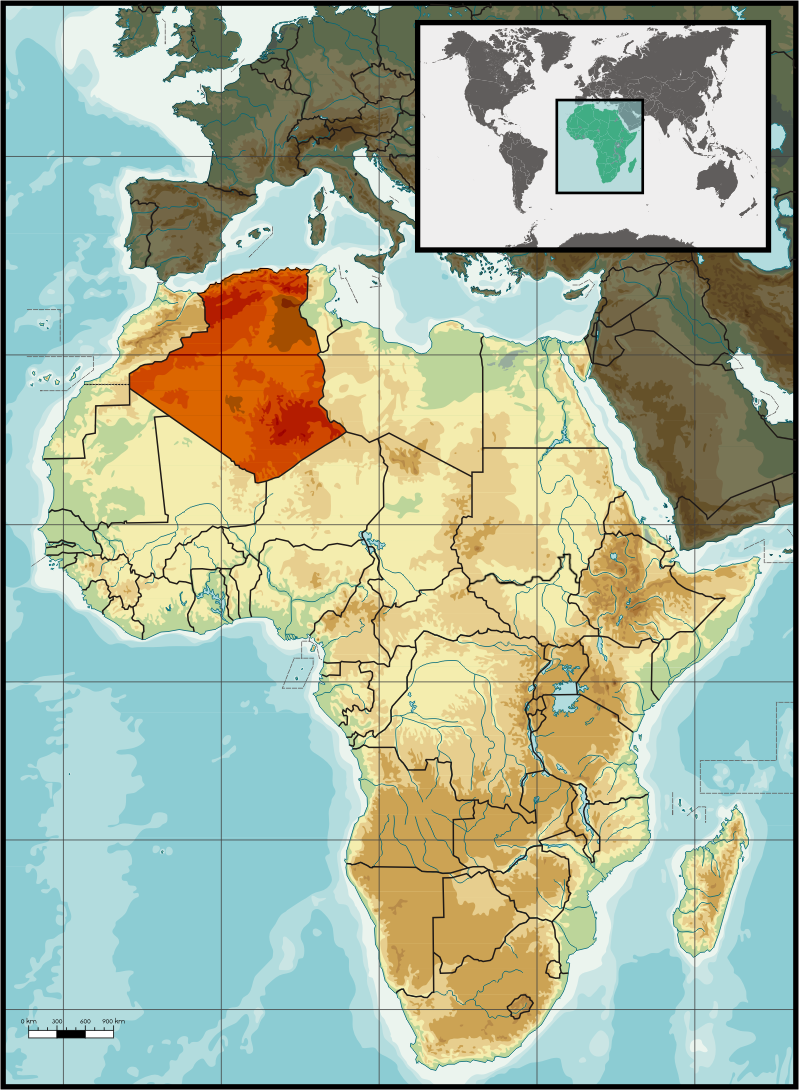
الموقع الجغرافي للجزائر في القارة الأفريقية

### الحدود البحرية

البحر الابيض المتوسط

يمتد الشريط الساحلي في الشمال على مسافة 1644 كم، من تونس شرقا إلى المغرب غربا. كما تقدر الحدود البحرية الجزائرية بـ 12 ميلاً بحريا شمال الساحل كمياه إقليمية وما بين 32 إلى 52 ميلاً بحريا كنطاق للصيد البحري.

### الحدود البرية
الجزائر تشترك في الحدود البرية مع 7 البلدان المجاورة : ليبيا، مالي، موريتانيا، المغرب بصحرائه، النيجر، تونس  ما مجموعه 6 343 كم.

### ملخص
الجدول التالي يلخص كل حدود الجزائر :
| الحدود                        | الطول (كم) |
| ----------------------------- | ---------- |
| الحدود بين الجزائر وليبيا     | 982        |
| الحدود بين الجزائر ومالي      | 1329       |
| الحدود بين الجزائر وموريتانيا | 461        |
| الحدود بين الجزائر و المغرب   | 1559       |
| الحدود بين الجزائر والنيجر    | 951        |
| الحدود بين الجزائر وتونس      | 1010       |
|                               |            |
| مجموع                         | 6511       |

بالرغم من المشاكل والنزاعات الحدودية التي خلفها الاستعمار الفرنسي في دول شمال إفريقيا، فإن الجزائر توصلت للاتفاق مع جيرانها حول رسم الحدود المشتركة. كان ذلك:
- مع تونس : اتفاق على رسم الحدود بين البلدين موقع في 6 يناير 1970 ما بين بير رمان والحدود الليبية.[4] ثم اتفاق على تعليم الحدود موقع في 19 مارس 1983.
- مع المغرب:[5] اتفاقية متعلقة برسم الحدود بين البلدين موقعة في 15 يونيو 1972.
- مع موريتانيا:[5] اتفاقية على تعليم الحدود بين البلدين موقعة في 13 ديسمبر 1983.
- مع مالي:[5] اتفاقية على تعليم الحدود بين البلدين موقعة في 8 ماي 1983.
- مع النيجر:[5] اتفاقية على تعليم الحدود بين البلدين موقعة في 5 يناير 1983.

| وردة الرياح | البحر المتوسط • تونس | البحر المتوسط   | البحر المتوسط • المغرب   | وردة الرياح |
| وردة الرياح | ليبيا                |                 | المغرب • الصحراء الغربية | وردة الرياح |
| وردة الرياح | ليبيا                | شرق الجزائر غرب | المغرب • الصحراء الغربية | وردة الرياح |
| وردة الرياح | ليبيا                |                 | المغرب • الصحراء الغربية | وردة الرياح |
| وردة الرياح | ليبيا                | النيجر • مالي   | موريتانيا                | وردة الرياح |
|             | الجزائر              |                 |                          |             |

|  | الجزائر |